# Chambre des Anciens (Somaliland)
Pour les autres articles nationaux ou selon les autres juridictions, voir Chambre des Anciens.
Bâtiment du Parlement somalilandais
La Chambre des Anciens (en somali : Golaha Guurtida ; en arabe : مجلس الشيوخ romanisé : Majlis alshuyukh) est la chambre haute du Parlement du Somaliland. Composée de 82 membres élus au scrutin indirect afin de représenter les tribus traditionnelles, son rôle est d'examiner les projets de loi proposés par la chambre basse, la Chambre des représentants, et de statuer sur les questions constitutionnelles. 
Son président actuel est Suleiman Mahmud Adam.